# Курамагомедов, Мурад Хизбулаевич
Мурад Хизбулаевич Курамагомедов (род. 20 апреля 1996, Тляратинский район, Дагестан)  — российский и венгерский борец вольного стиля.

## Карьера
Мурад родился в селении Джурмут на землях отгонного животноводства, где проживают тляратинцы, переселившиеся в Бабаюртовский район Дагестана. Вольной борьбой он начал заниматься в интернате при спортшколе им. М. Базарганова в Кизилюрте. Тренировался у Мурада Абдулаева. Затем переехал в Хасавюрт и продолжил совершенствоваться в мастерстве в спортшколе им. Ш. Умаханова под руководством Гаджи Рашидова. Двукратный чемпион Дагестана, чемпион и призёр чемпионата СКФО. В сентябре 2017 года в весовой категории до 70 кг стал победителем турнира на призы Александра Медведя в Минске, одолев в финале Магому Дибиргаджиева. В 2019 году сменил спортивное гражданство с российского на венгерское и сразу стал представлять сборную страны, первый серьёзный старт был на чемпионате мира в Нур-Султане. В сентябре 2020 года стал чемпионом Венгрии. В феврале 2021 года на международном турнире в Киеве, уступив в схватке за бронзовую медаль представляющего Украину Касуму Касумову. В феврале 2022 года на чемпионате Венгрии в Будапеште, выиграв все схватки досрочно, стал победителем.

## Результаты
- Межконтинентальный Кубок 2017 — ;
- Межконтинентальный Кубок 2018 — ;
- Чемпионат мира по борьбе U23 2019 — 5;
- Чемпионат мира по борьбе 2019 — 8;
- Чемпионат Европы по борьбе 2020 — 5;
- Чемпионат Венгрии по вольной борьбе 2020 — ;
- Индивидуальный кубок мира по борьбе 2020 — 5;
- Чемпионат мира по борьбе 2021 — 23;
- Чемпионат Венгрии по вольной борьбе 2022 — ;